# 막내 이모
"막내 이모"는 2019년 개봉한 로맨스 영화이다.

## 출연
- 이수 - 서영 역